# Championnat du monde de badminton par équipes féminines 2004
Navigation
Canton 2002 Sendai et Tokyo 2006
La 20e édition du championnat du monde de badminton par équipes féminines, appelé également Uber  Cup, a eu lieu du 7 au 16 mai 2004 à Jakarta en Indonésie.

## Format de la compétition
Les 12 nations participantes sont placées dans 4 poules de 3 équipes, en fonction du classement mondial des joueurs qui les composent. Les 3 équipes s'affrontent sur 3 jours : le 1er de chaque poule est qualifié directement pour les quarts de finale, les 8 autres équipes jouent des play-offs pour attribuer les 4 places restantes.
Chaque rencontre se joue en 5 matches : 3 simples et 2 doubles qui peuvent être joués dans n'importe quel ordre (accord entre les équipes).

## Pays qualifiés
| Confédération   | Qualifié(s)                                |
| --------------- | ------------------------------------------ |
| Asie            | Corée du Sud Japon Malaisie Taipei chinois |
| Afrique         | Afrique du Sud                             |
| Europe          | Allemagne Danemark Pays-Bas                |
| Océanie         | Australie                                  |
| Amérique        | Canada                                     |
| Tenant du titre | Chine                                      |
| Pays hôte       | Indonésie                                  |

## Phase préliminaire

### Group W
| Équipe    | Pts | J | G | P | Matches + | Matches - | Diff. |
| --------- | --- | - | - | - | --------- | --------- | ----- |
| Chine     | 4   | 2 | 2 | 0 | 10        | 0         | +10   |
| Pays-Bas  | 3   | 2 | 1 | 1 | 3         | 7         | −5    |
| Indonésie | 2   | 2 | 0 | 2 | 2         | 8         | −6    |

| Date   | Résultats | Résultats | Résultats |
| ------ | --------- | --------- | --------- |
| 7 mai  | Chine     | 5-0       | Indonésie |
| 9 mai  | Pays-Bas  | 3-2       | Indonésie |
| 10 mai | Chine     | 5-0       | Pays-Bas  |

### Group X
| Équipe         | Pts | J | G | P | Matches + | Matches - | Diff. |
| -------------- | --- | - | - | - | --------- | --------- | ----- |
| Taipei chinois | 4   | 2 | 2 | 0 | 9         | 1         | +8    |
| Allemagne      | 3   | 2 | 1 | 1 | 5         | 5         | 0     |
| Afrique du Sud | 2   | 2 | 0 | 2 | 1         | 9         | −8    |

| Date  | Résultats      | Résultats | Résultats      |
| ----- | -------------- | --------- | -------------- |
| 7 mai | Taipei chinois | 5-0       | Afrique du Sud |
| 8 mai | Allemagne      | 4-1       | Afrique du Sud |
| 9 mai | Taipei chinois | 4-1       | Allemagne      |

### Group Y
| Équipe   | Pts | J | G | P | Matches + | Matches - | Diff. |
| -------- | --- | - | - | - | --------- | --------- | ----- |
| Danemark | 4   | 2 | 2 | 0 | 8         | 2         | +6    |
| Japon    | 3   | 2 | 1 | 1 | 6         | 4         | +2    |
| Malaisie | 2   | 2 | 0 | 2 | 1         | 9         | −8    |

| Date  | Résultats | Résultats | Résultats |
| ----- | --------- | --------- | --------- |
| 7 mai | Japon     | 4-1       | Malaisie  |
| 8 mai | Danemark  | 5-0       | Malaisie  |
| 9 mai | Japon     | 2-3       | Danemark  |

### Group Z
| Équipe       | Pts | J | G | P | Matches + | Matches - | Diff. |
| ------------ | --- | - | - | - | --------- | --------- | ----- |
| Corée du Sud | 4   | 2 | 2 | 0 | 10        | 0         | +10   |
| Australie    | 3   | 2 | 1 | 1 | 5         | 5         | 0     |
| Canada       | 2   | 2 | 0 | 2 | 0         | 10        | −10   |

| Date   | Résultats    | Résultats | Résultats |
| ------ | ------------ | --------- | --------- |
| 7 mai  | Corée du Sud | 5-0       | Canada    |
| 8 mai  | Australie    | 5-0       | Canada    |
| 10 mai | Corée du Sud | 5-0       | Australie |

## Phase finale
|  | Play-offs      | Play-offs |           |              | Quarts de finale | Quarts de finale |        |        | Demi-finales | Demi-finales |  |  | Finale | Finale |
|  |                |           |           |              |                  |                  |        |        |              |              |  |  |        |        |
|  |                |           |           |              | 12 mai           |                  |        |        |              |              |  |  |        |        |
|  | 11 mai         |           |           |              |                  |                  |        |        |              |              |  |  |        |        |
|  | Chine          | 3         |           |              |                  |                  |        |        |              |              |  |  |        |        |
|  | Chine          | 3         | Malaisie  | 3            | 13 mai           | 13 mai           |        |        |              |              |  |  |        |        |
|  |                | Malaisie  | Malaisie  | 3            | 13 mai           | 13 mai           | 0      |        |              |              |  |  |        |        |
|  | Australie      | Malaisie  | 0         |              | Chine            | 3                | 0      |        |              |              |  |  |        |        |
|  | Australie      |           | 0         |              |                  | 3                |        |        |              |              |  |  |        |        |
|  |                |           |           | Japon        | 0                |                  |        |        |              |              |  |  |        |        |
|  | Taipei chinois | 2         |           | Japon        | 0                |                  |        |        |              |              |  |  |        |        |
|  | Taipei chinois | 2         | Japon     | 3            |                  |                  | 16 mai | 16 mai |              |              |  |  |        |        |
|  |                | Japon     | Japon     | 3            | 3                |                  | 16 mai | 16 mai |              |              |  |  |        |        |
|  | Canada         | Japon     | 0         |              | 3                | Chine            | 3      |        |              |              |  |  |        |        |
|  | Canada         |           | 0         |              |                  | Chine            | 3      |        |              |              |  |  |        |        |
|  |                |           |           | Corée du Sud | 1                |                  |        |        |              |              |  |  |        |        |
|  | Danemark       | 3         |           | Corée du Sud | 1                |                  |        |        |              |              |  |  |        |        |
|  | Danemark       | 3         | Pays-Bas  | 3            |                  |                  |        |        |              |              |  |  |        |        |
|  |                | Pays-Bas  | Pays-Bas  | 3            | 2                |                  |        |        |              |              |  |  |        |        |
|  | Afrique du Sud | Pays-Bas  | 0         |              | 2                | Danemark         | 2      |        |              |              |  |  |        |        |
|  | Afrique du Sud |           | 0         |              |                  | Danemark         | 2      |        |              |              |  |  |        |        |
|  |                |           |           | Corée du Sud | 3                |                  |        |        |              |              |  |  |        |        |
|  | Corée du Sud   | 3         |           | Corée du Sud | 3                |                  |        |        |              |              |  |  |        |        |
|  | Corée du Sud   | 3         | Indonésie | 3            |                  |                  |        |        |              |              |  |  |        |        |
|  |                | Indonésie | Indonésie | 3            | 1                |                  |        |        |              |              |  |  |        |        |
|  | Allemagne      | Indonésie | 0         |              | 1                |                  |        |        |              |              |  |  |        |        |
|  | Allemagne      |           | 0         |              |                  |                  |        |        |              |              |  |  |        |        |